# Vera (Trpinja)
Pour les articles homonymes, voir Vera.
Vera (serbe : Вера) est un village situé dans le comitat de Vukovar-Syrmie, en Croatie. Le village est habité par des Serbes et comptait 508 habitants au recensement de 2001.